# Узбекская диаспора
Узбекская диаспора — часть узбеков, проживающих за пределами Узбекистана.
Начало формирование узбекской диаспоры приходится на начало формирование узбекского народа, когда часть из них эмигрировала за пределы Центральной Азии. Первой такой страной являлась Турция. В ней существует девять сёл под названием Узбек: в Центральном районе области Чанаккале, на северо-западе страны, недалеко от пролива Дарданеллы; в Шабанозском районе области Чанкыры на севере; в Кулпском районе области Диярбакыр на юго-востоке; в Центральном районе области Эрзурум на востоке; в Урлинском районе области Измир на западе; в Эльбистанском и Туркоглунском районах области Кахраманмараш на юго-востоке; в Памуковинском районе области Сакарья на северо-западе; в Идильском районе области Шырнак на юго-востоке.
В дальнейшем эмиграция узбеков в другие страны мира усилилась в XIX веке. Можно выделить несколько эмигрантских волн:
- Узбеки, бежавшие после покорения Туркестана Российской империей.
- Узбеки, бежавшие от установления советской власти в Туркестане.
- Узбеки, в плен к немцам во время Второй мировой войны, а после её окончания нашедшие приют в разных странах мира.
- Узбеки, эмигрировавшие из Афганистана из-за политической и экономической нестабильности.
- Узбеки, приехавшие или эмигрировавшие из Узбекистана и других стран Средней Азии после приобретения независимости.

В настоящее время узбеки проживают в более чем 20 странах мира. Среди них есть известные имена профессора Колумбийского университета — Сильвия Назар, Индианского университета — Назиф Шахрани, бывшего министра Турции — Ахат Андижан, доктора исторических наук, первого узбекского антрополога Тельмана Ходжайова (1938—2022), доктора физико-математических наук, директора Института физики токамаков НИЦ «Курчатовский институт», заслуженного деятеля науки Российской Федерации Энглена Атакузиевича Азизова (1936—2015). доктора медицинских наук, академика РАН, РАМН, директора Института иммунологии России (1988—2014), лауреата Государственной премии РФ, дважды лауреата премии Правительства РФ, заслуженного деятеля науки РФ Р. М. Хаитова (1944—2022)..
В России также живут актёры: Шухрат Иргашев, Равшана Куркова, режиссёры: Эльёр Ишмухамедов, Рустам Хамдамов и другие. По роману Сильвии Назар «Прекрасный разум» был снят фильм, получивший четыре премии «Оскар». Среди узбекских миллиардеров за рубежом можно отметить филантропа Алишер Усманова, Фаттоха Шодиева (Казахстан), Искандера Махмудова (Россия).

## Основные страны диаспоры
- Афганистан: более 1 млн[5]
- Таджикистан: 1,26 млн[6]
- Кыргызстан: 986 тыс[7]
- Казахстан: 614 047[8]
- Россия: 323 278[9][10]
- Туркменистан: 0,5 млн [11][12]
- Турция: более 75 000[13]
- Пакистан: около 70 000[14]
- США: от 50 000 до 80 000[15][16]
- Украина: 12 353[17]
- Китай: 10 569[18][19]